# Aiguebelle (Savoie)
Pour les articles homonymes, voir Aiguebelle et Aïgue.
Aiguebelle est une ancienne commune française située dans le département de la Savoie, en région Auvergne-Rhône-Alpes.
Le 1er janvier 2019, elle fusionne avec la commune de Randens pour former la commune nouvelle de Val-d'Arc.

## Géographie

### Situation

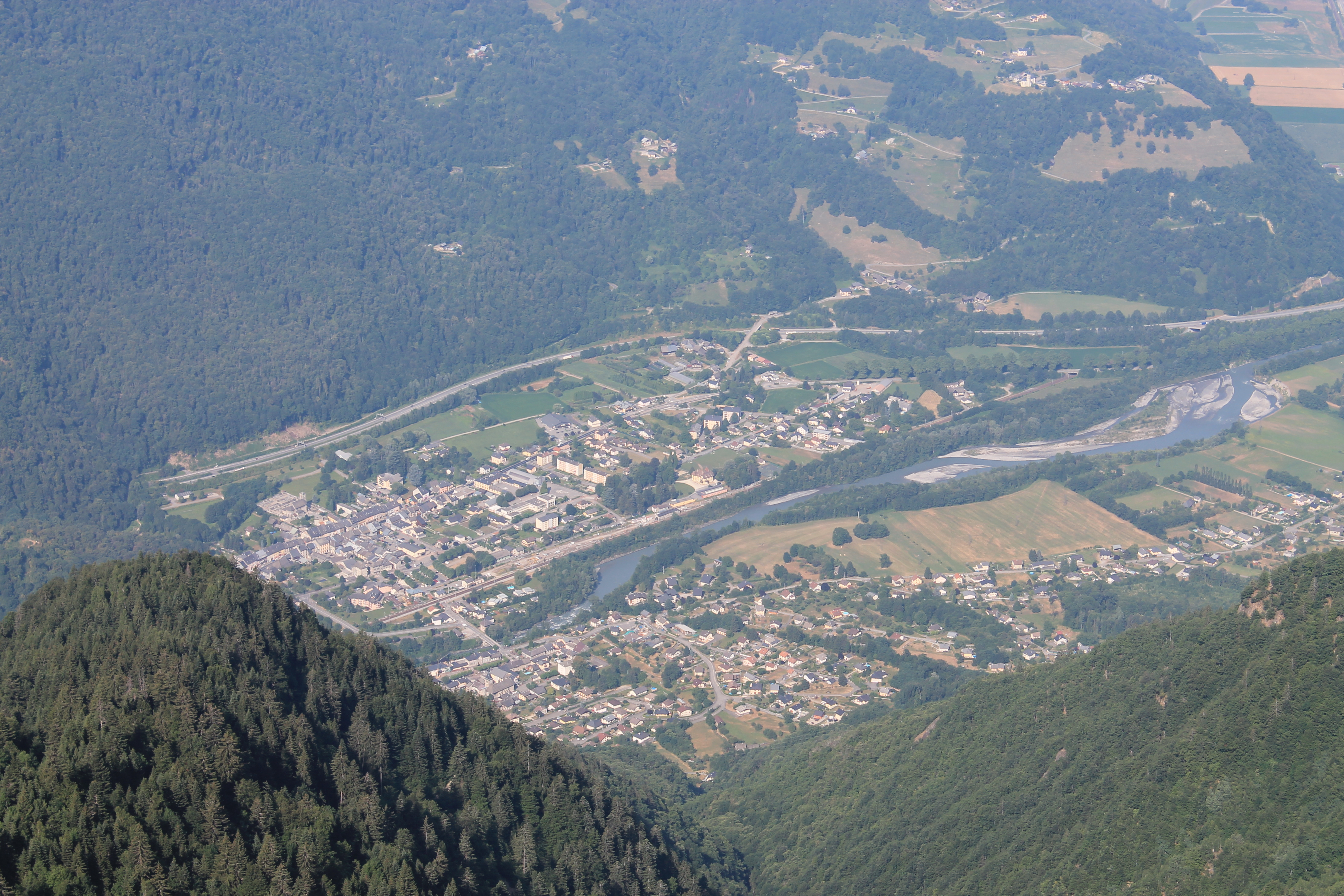
Les villages d'Aiguebelle et de Randens depuis le Char de la Turche.

Positionné entre la chaîne de Belledonne et le grand Arc au fond d'une vallée encaissée, Aiguebelle se situe à l'entrée de la vallée de la Maurienne.
Le Lac de Charbonnière, qui est une ancienne tourbière, se situant au pied des ruines du fort de même nom, est une propriété privée.

### Transports
- Gare d'Aiguebelle.

## Toponymie
Aiguebelle est un toponyme se composant du préfixe aigue- et du français belle. Il provient du latin Carbonaria, puis Aqua Bella, l'« eau belle » ou « la belle eau »,.
D'après une charte de 1082, il semble que ce nom soit l'hydronyme d'un nant, affluent de la rivière de l'Arc, provenant du côté de Montgilbert,. Il aurait dans un premier temps désigné le vallon avant d'être associé à la paroisse voisine. On a aussi pensé à l'eau de la fontaine de Chaventon qui possède une certaine réputation dans les alentours.
Le nom a dérivé au cours des siècles. Une première mention est faite en 1044 avec Castrum qui Carboneria dicitur, d'après Cipolla Carlo et son Monumenta Novaliciensia vetustiora (1901), puis un Burgus qui dicitur Aquabella (avant 1070), puis Aqua pulcra dans une charte de 1082 provenant du Cartulaire de Cluny,. Au XIIe siècle, la paroisse est désignée par une église d'Aigabella (1129), ou encore Aquabella (en 1153), pour évoluer en église de Aque Pulchre en 1234,. Les seigneurs des lieux sont mentionnés pour la même période avec un Willelmis de Aquabella (selon une charte du XIIe siècle dans le cartulaire de Domène ) ou un Jordanus de Aquabella en 1199. Des formes romanes apparaissent dans les siècles suivants avec Akebelle (XIIIe siècle), Ecquebelle (1518) ou encore Aygabelle (XVIe siècle),.
À noter que ce toponyme contraste avec celui de sa voisine Épierre.
En francoprovençal, le nom de la commune s'écrit Égbèla, selon la graphie de Conflans.

## Histoire

### Période antique
À la fin de l’année 218 av. J.-C., Hannibal Barca, en marche vers l’Italie, serait passé par le col du Cucheron, les Hurtières, Aiguebelle et Charbonnières lors du passage des Alpes,.

### Période médiévale
Aiguebelle est la première résidence, avec son château, du comte Humbert, dit plus tard aux blanches mains, vers la fin du XIe siècle. Toutefois, l'historiographie ne sait pas à ce jour dans quelle condition les Humbertiens s'installent à Charbonnières. Le château de Charbonnières construit au milieu du IXe siècle dominait la cité. Il est cité dès 1023. Ce castel féodal reste jusque vers le milieu du XIIIe siècle la résidence ordinaire des premiers comtes de Savoie. Aiguebelle se situe pour cette période dans le comté de Savoie, mais est rattaché du point de vue spirituel dans le diocèse de Maurienne. Un prieuré dédié à saint Étienne est fondé vers 1060-1082 (date certaine de son existence en 1139), par Andric ou Agendric, seigneur des lieux.
Lors de la guerre franco-savoyarde de 1600-1601, après avoir pris Chambéry et mis le siège devant Montmélian les troupes du roi de France pénétrèrent en Maurienne et se dirigèrent sur Aiguebelle.

Il ne restait plus comme défense que la tour de Charbonnières, défense clé de la Maurienne, située dans les gorges étroites qui s'étendent au pied des montagnes jusqu'au Mont-Cenis. « Ce château eft bâti sur l'Ifère, au sommet d'un rocher inacceffible de toutes parts excepté par un fentier étroit qui conduit à la Porterie ». 
 Créquy et Abel de Bérenger de Morges furent détachés avec leurs troupes pour investir le fort d'Aiguebelle. Leur rapidité d'action faillit surprendre la garnison du fort qui songeait à brûler le poste, de peur que les troupes françaises y logent. Le marquis de Rosny fit mettre en batterie 10 gros canons et 2 plus petits, sur les sommets dominant le château, qui tirèrent 637 coups avant que la garnison, sans espérance d'être secourue, demanda à capituler « en lui accordant vies & bagues fauves ; du reste on convint qu'elle fotiroit de la place, mêches éteintes & fans drapeaux. ».

Le 2 septembre, la capitulation du fort de Charbonnières fut signée, mais « ce qu'il y avait de plus brave parmi les aſſiégés, ayant refuſé de l'accepter, comme n'étant pas aſſez honorable, on recommença à battre la place, qui ſe rendit auſſi-tôt après. »

### Période contemporaine
La commune d'Aiguebelle s'est divisée en 1738 avec la création de la commune de Randens. Cependant, les deux communes sont regroupées le 1er janvier 2019, pour former la commune nouvelle de Val-d'Arc dont la création est actée par un arrêté préfectoral du 17 décembre 2018.

## Politique et administration

### Liste des maires

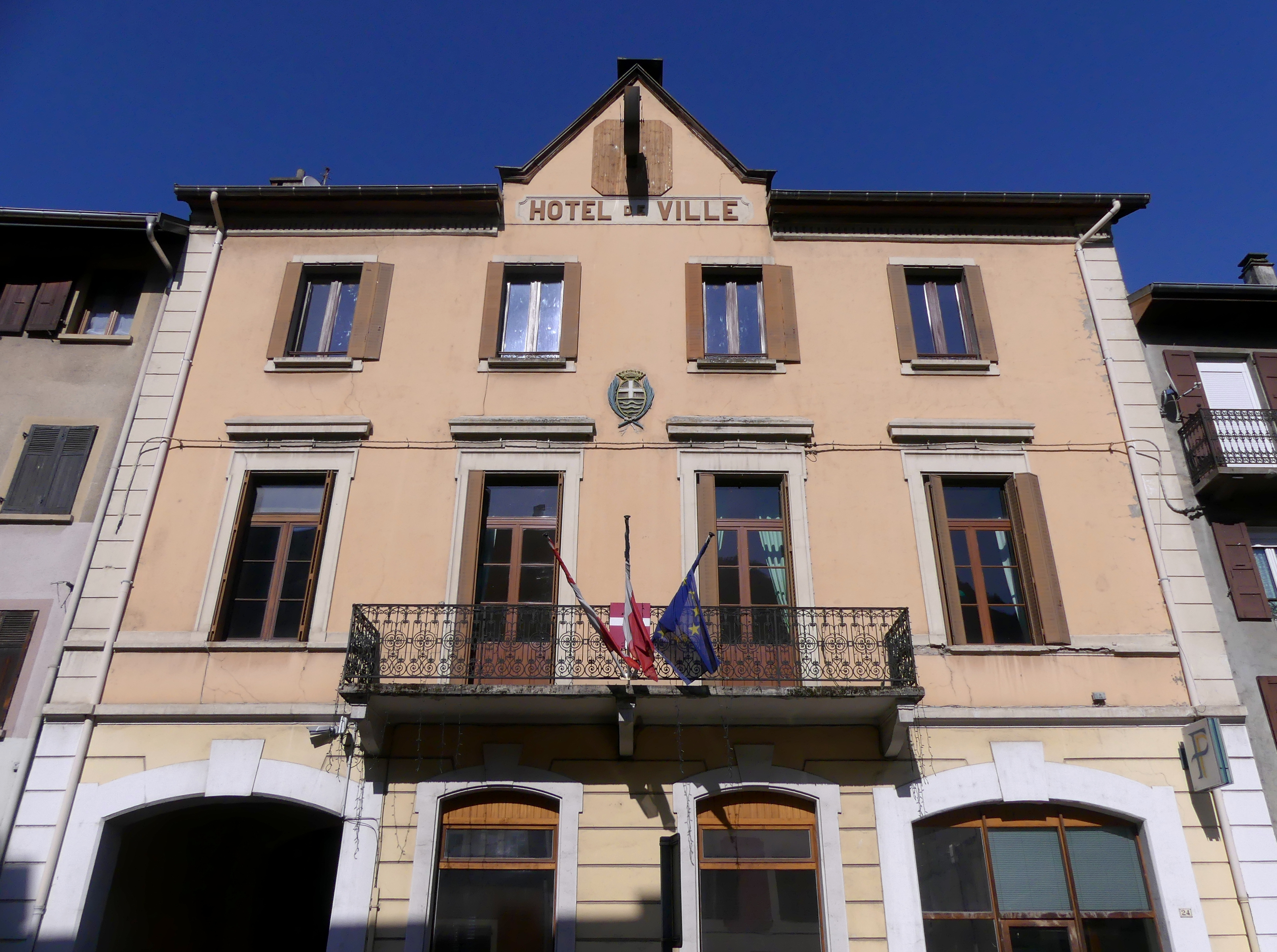
Mairie d'Aiguebelle.

| Période                                  | Période      | Identité           | Étiquette   | Qualité                                                                                    |
| ---------------------------------------- | ------------ | ------------------ | ----------- | ------------------------------------------------------------------------------------------ |
| Les données manquantes sont à compléter. |              |                    |             |                                                                                            |
| 1860                                     | 1870         | Jean Girod         |             |                                                                                            |
| 1870                                     | 1874         | Maurice Contat     |             |                                                                                            |
| 1874                                     | 1878         | Erasme Feyges      |             |                                                                                            |
| 1878                                     | 1882         | Alfred Brunier     |             |                                                                                            |
| 1882                                     | 1892         | Charles Girod      |             |                                                                                            |
| 1892                                     | 1900         | Charles Piot       | Républicain | Docteur en médecine Conseiller général d'Aiguebelle (1895 → 1907)                          |
| 1900                                     | 1935         | Hector Rey         | Rad.        | Banquier Conseiller général d'Aiguebelle (1907 → 1928)                                     |
| 1935                                     | 1937         | Félix Prallet      |             |                                                                                            |
| 1937                                     | 1944         | Joseph Batailler   |             |                                                                                            |
| 1944                                     | 1949 (décès) | Maurice Cordel     | SFIO        | Cheminot du PLM puis géomètre Conseiller général d'Aiguebelle (1928 → 1940 et 1945 → 1949) |
| 1949                                     | 1959         | Fernand Michelland |             |                                                                                            |
| 1959                                     | 1971         | Jean Bois          |             |                                                                                            |
| 1971                                     | 1989         | Henri Vincent      |             |                                                                                            |
| 1989                                     | 1995         | René André         | DVG         | Principal de collège                                                                       |
| 1995                                     | 2018         | Hervé Genon        | DVG         | Cadre supérieur Président de la CC Porte de Maurienne                                      |

### Liste des maires délégués
| Période | Période  | Identité    | Étiquette | Qualité                                                                              |
| ------- | -------- | ----------- | --------- | ------------------------------------------------------------------------------------ |
| 2019    | En cours | Hervé Genon | DVG       | Cadre supérieur Président de la CC Porte de Maurienne Réélu pour le mandat 2020-2026 |

## Économie

### Industrie
Pour un article plus général, voir Industrie de la houille blanche en Maurienne.
Le temps de la houille blanche a commencé assez tardivement à Aiguebelle avec l'implantation en 1931 de la Société française de fonderies et aciéries électriques. Celle-ci pouvait alors se satisfaire de l'énergie des modestes centrales hydroélectriques sur l'Arc (La Christine) et ses affluents des deux versants. Lors du rachat en 1951, la Société d’électrochimie, d'électrométallurgie et des aciéries électriques d'Ugine (SECEMAEU) était avant tout motivée par la disponibilité de terrains plats dans la large plaine alluviale proche de la confluence de l'Arc et de l'Isère. Décidée à développer ses fabrications d'abrasifs, elle ne pouvait agrandir son usine d'Arbine sur la commune de La Bâthie, en Tarentaise, dont le site était contraint en sommet de cône de déjection et bloqué en contrebas par l'urbanisation. Or La Pouille n'était qu'à 35 km. En revanche, pour son approvisionnement en énergie électrique, depuis la nationalisation, la facture restait très lourde : 15 000 kWh à la tonne pour le département de carborundum transféré depuis Arbine qui conservait la fabrication trois fois moins gourmande de corindon ! La totalité des matières premières de ce carbure de silicium devait être acheminée : le coke de pétrole d'Allemagne ou des États-Unis via le port d'Anvers ; le quartzite depuis les carrières de Nemours en Seine-et-Marne par train ou de la Drôme par camion.
Ces handicaps n'ont pas empêché l'entreprise de prospérer dans d'euphorie des Trente Glorieuses après son absorption dans le groupe PUK (Pechiney-Ugine-Kuhlmann) en 1972. De nouveaux halls avaient été construits à partir de 1964. L'effectif employé se montait à 332 personnes en 1974. Il n'était pas question cependant de valoriser la production par une première transformation qui restait localisée près des grands foyers de consommation pour des usages très délicats comme le polissage du cuir des chaussures, l'ébarbage des plastiques, l'alésage des moteurs en fonte. Les handicaps ont pesé de tout leur poids dans les temps de déprime économique. Même la nationalisation intervenue en 1983 a été impuissante à enrayer le déclin. L'effectif n'était plus que de 120 personnes en 1985 et était devenu squelettique bien avant la fermeture définitive en 1995.

### Tourisme
En 2014, la capacité d'accueil de la commune, estimée par l'organisme Savoie Mont Blanc, est de 111 lits touristiques répartis dans 19 structures. Les hébergements se répartissent comme suit : neuf meublés et un hôtel.

## Population et société

### Démographie
L'évolution du nombre d'habitants est connue à travers les recensements de la population effectués dans la commune depuis 1793. Pour les communes de moins de 10 000 habitants, une enquête de recensement portant sur toute la population est réalisée tous les cinq ans, les populations de référence des années intermédiaires étant quant à elles estimées par interpolation ou extrapolation. Pour la commune, le premier recensement exhaustif entrant dans le cadre du nouveau dispositif a été réalisé en 2007.

En 2016, la commune comptait 1 179 habitants, en évolution de +2,17 % par rapport à 2010 (Savoie : +3,63 %, France hors Mayotte : +2,11 %).
| 1793 | 1800 | 1806 | 1822 | 1838 | 1848  | 1858  | 1861  | 1866  |
| ---- | ---- | ---- | ---- | ---- | ----- | ----- | ----- | ----- |
| 571  | 710  | 807  | 808  | 974  | 1 172 | 1 173 | 1 117 | 1 080 |

| 1872  | 1876  | 1881  | 1886  | 1891 | 1896 | 1901 | 1906 | 1911 |
| ----- | ----- | ----- | ----- | ---- | ---- | ---- | ---- | ---- |
| 1 088 | 1 090 | 1 059 | 1 050 | 955  | 945  | 898  | 827  | 843  |

| 1921 | 1926 | 1931 | 1936 | 1946 | 1954  | 1962  | 1968  | 1975  |
| ---- | ---- | ---- | ---- | ---- | ----- | ----- | ----- | ----- |
| 792  | 784  | 862  | 862  | 838  | 1 135 | 1 091 | 1 173 | 1 064 |

| 1982  | 1990 | 1999 | 2006  | 2007  | 2012  | 2016  | - | - |
| ----- | ---- | ---- | ----- | ----- | ----- | ----- | - | - |
| 1 044 | 848  | 901  | 1 058 | 1 080 | 1 130 | 1 179 | - | - |

### Vie associative
La commune d'Aiguebelle compte de nombreuses associations : 
- Le Foyer Rural Culturel et Sportif du Canton d'Aiguebelle (judo, peinture sur soie, patchwork, yoga, gymnastique volontaire, volley, bibliothèque)
- Union Commerciale et Artisanale
- Aiguebelle en fête
- Le Sou des Écoles
- L'Union Sportive du Canton d'Aiguebelle (football)
- L'Association d'Animation du Canton d'Aiguebelle
- Fitness Sensation Aiguebelle
- Aix Maurienne Savoie Basket
- L’Écho de Charbonnière (Harmonie de l'école de musique)
- La Roul'hotte
- Club Alpin Français section d'Aiguebelle
- L'Accorderie Porte de Maurienne
- Mots pour Maux

## Culture locale et patrimoine

### Lieux et monuments
- Château de Charbonnières

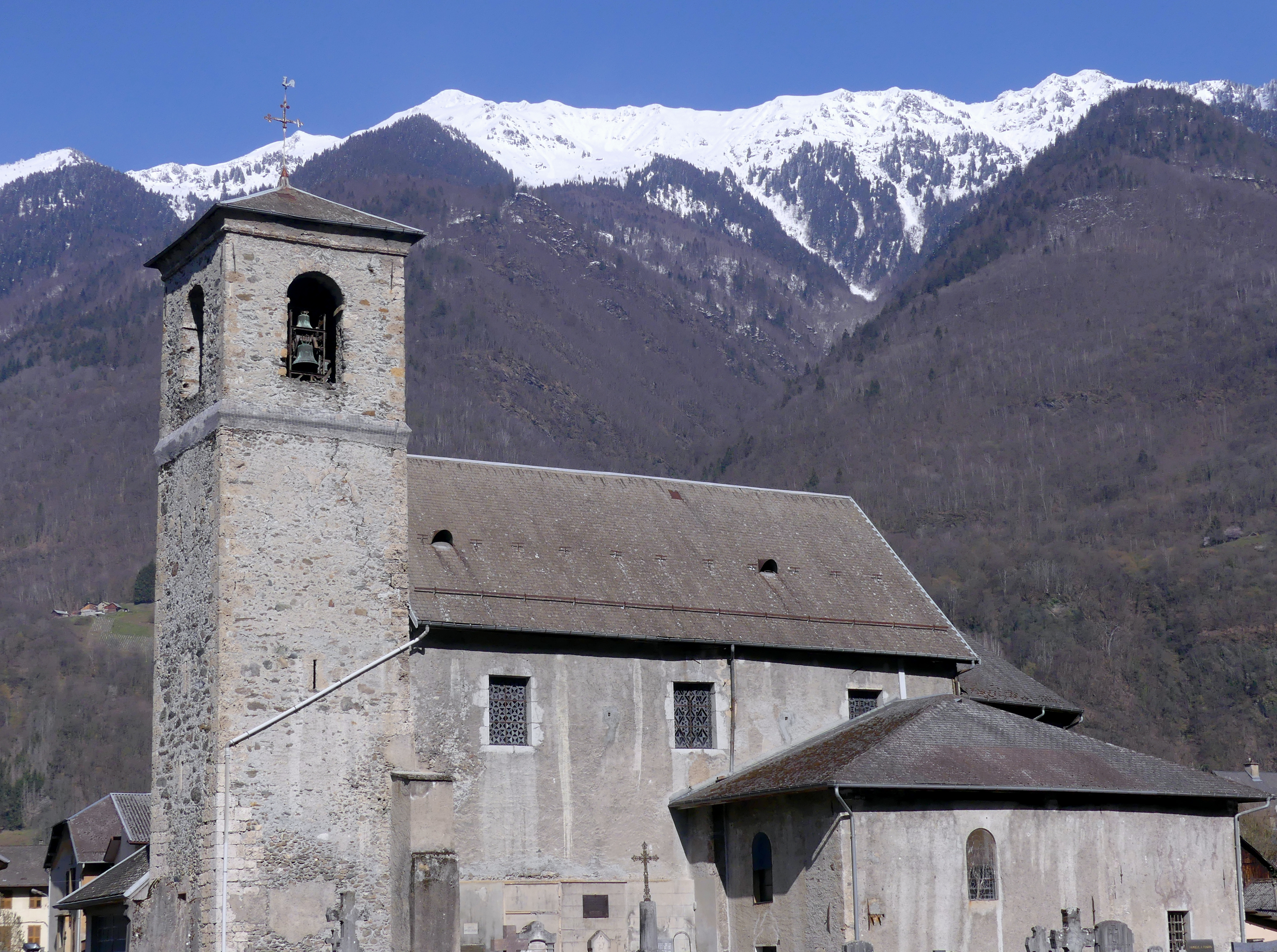
Église Saint-Christophe d'Aiguebelle.

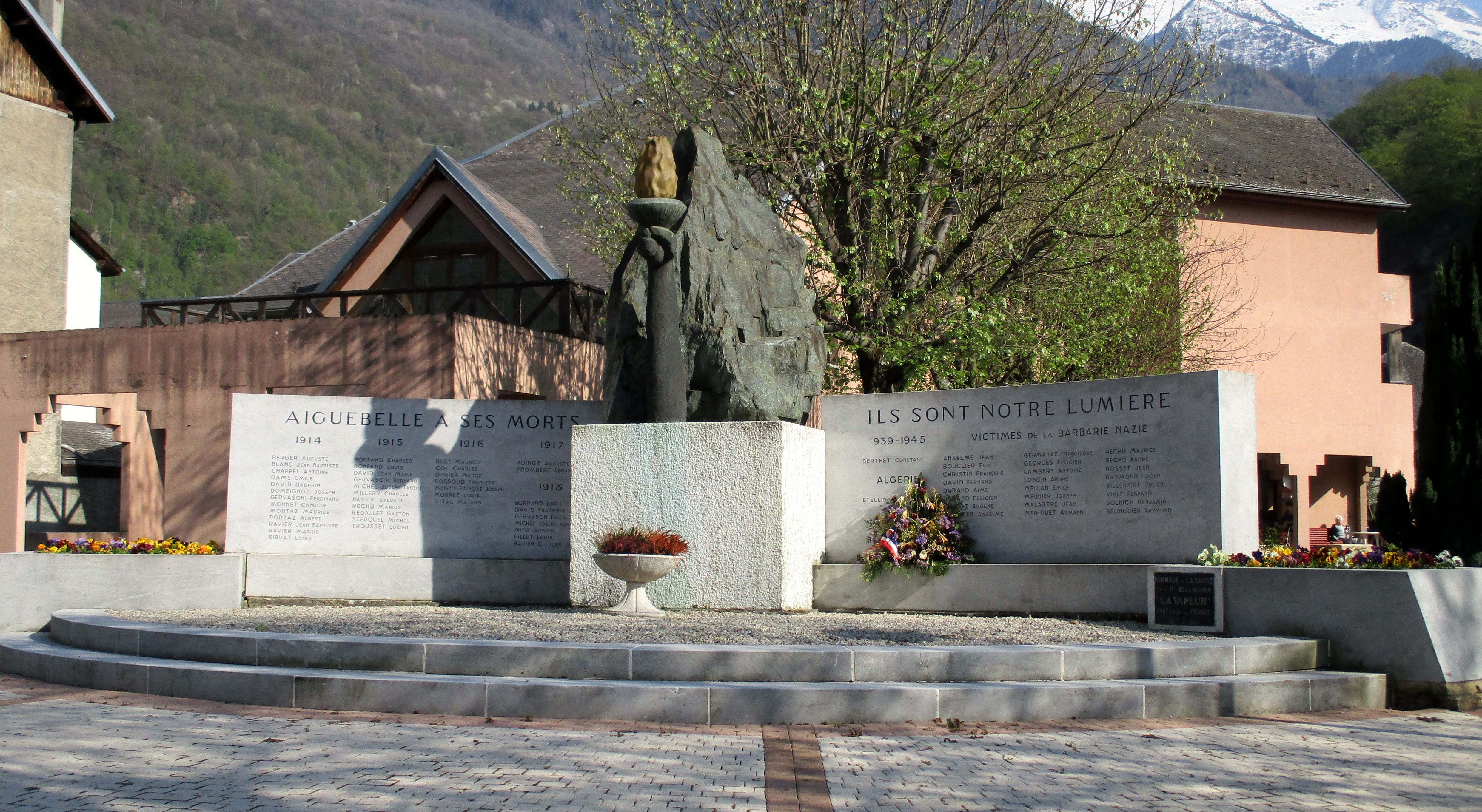
Le monument aux morts

Le château de Charbonnières, anciennement castrum carboneria, est un ancien château fort, du XIe siècle, remanié au XVIe siècle, dont les vestiges se dressent sur un rocher qui domine l'Arc et le bourg de près de 80 m, verrou glaciaire fermant l'accès à la vallée de Maurienne. Il commandait la route vers l'Italie, par le col du Mont-Cenis. Le château de Charbonnières fut la résidence ancestrale des comtes de Savoie, avec Humbert Ier, comte de Maurienne, avant que ceux-ci ne transfèrent leur résidence comtale à Montmélian, puis en 1295 à Chambéry. La forteresse est ruinée au XVIIIe siècle.
- Église paroissiale dédiée à saint Christophe, mentionnée dès 1139. L'édifice est reconstruit au XIXe siècle, son ancien chevet possède un style gothique remontant au XIIIe siècle et un clocher du XIVe siècle[24]. L'ancien prieuré était dédié à saint Étienne.
- Monument aux morts de la guerre de 1914-1918 par le statuaire Philippe Besnard.
- Tunnel d'Aiguebelle emprunté par l'Autoroute A43.
- Un monument rend hommage à Albert Bernard (1909-1935), administrateur des colonies. Le monument a été déplacé et se situe actuellement à côté du foyer rural d'Aiguebelle.

### Personnalités liées à la commune
- Sébastien Antoine Brunier, chanoine de la collégiale d'Aiguebelle[25] ;
- Léon Brunier (1811-1875), député au Parlement de Turin pour le collège d'Aiguebelle (de 1848 à 1857), neveu du précédent ;
- Humbert Grange, né le 8 mai 1830 à Aiguebelle (Savoie) et mort le 16 mai 1889 à Aiguebelle, député savoyard, membre du parti de l'Union des droites.
- Lucien Combatz, né le 5 ou le 15 décembre 1835 à Aiguebelle, garibaldien, communard (chef de la 6e légion de la garde fédérée)[26].
- Albert Bernard (1909-1935), administrateur des colonies tombé héroïquement en Abyssinie sur la Côte des Somalis à l'âge de 25 ans[27]. Natif du village, fils d'un notaire ;
- Nino Farina, champion du monde de Formule 1 en 1950, est mort à Aiguebelle dans un accident de la route ;
- Louis Germain, peintre de montagne, est né à Aiguebelle (1897-1952).

### Héraldique
| Blason de Aiguebelle | Coupé : de gueules à la croix d'argent et de sinople à trois anguilles d'or nageant en fasce rangées en pal. |